# 魏司堅
魏司堅（又譯霍志恆，Geerhardus Vos，1862年3月14日—1949年8月13日）出生於荷蘭，是二十世紀重要的聖經神學家，於1881年與家人移民至美國。

## 簡介
魏司堅曾就讀密西根州的改革宗教会（Christian Reformed Church, CRC）所辦的神學院和普林斯頓神學院，之後便前往德國進修，於1888年獲得博士學位。
在學期間，魏司堅的學術能力便極為突出，他在獲得博士學位後便在大學教授希臘文法和系統神學。1893年魏司堅受邀擔任普林斯頓神學院聖經神學部主任，1932年從教職中退休。在普林斯頓大學期間，魏司堅得以專注的研究、寫文章等，也是在這段期間發展出他的聖經神學觀念。 
魏司堅認為系統神學和聖經神學的關係如同兄弟一般，是彼此影響的，且都必須忠於聖經。但二者對於聖經的轉化原則有所不同，聖經神學是歷史性的原則，而系統神學是邏輯性的原則。